# Distrito de Huabal
El distrito de Huabal es uno de los doce distritos de la provincia de Jaén en el departamento de Cajamarca, bajo la administración del Gobierno regional de Cajamarca, en el Perú.
Desde el punto de vista jerárquico de la Iglesia católica forma parte del Vicariato Apostólico de San Francisco Javier, también conocido como Vicariato Apostólico de Jaén en el Perú.

## Historia
El distrito de Huabal perteneció hasta 1985 al distrito de Jaén, y parte de sus caseríos perteneció al Distrito de San José del Alto los que están en la parte baja del cóndor así con la Huaca, Santo Domingo, Los cajones, Santa Rosa, Corazón de Jesús,  cuando fue creado por Ley N.º 24055 del 4 de enero resultado de la gestión del diputado por Cajamarca de ese entonces, David Guevara Soto; en el segundo gobierno del Presidente Fernando Belaúnde Terry. El primer Alcalde fue el Señor Antonio Pérez Nambal.

## Geografía
Se ubica en la zona central de la provincia de Jaén, con una extensión aproximada de 80,69 km², y cuya capital distrital se encuentra a 1,785 m s. n. m. y está conformado por 2 centros poblados como El Huaco y La Esperanza, también cuenta con sus caseríos los cuales son: Santo Domingo, Sagrado Corazón de Jesús, Santa Rosa, La Huaca, San Francisco del Agua Colorada, Los Cajones, Nuevo Progreso, La Huaca, San Pablo, Berlín, El Paraíso, Miraflores del Norte, La Flor del Norte, La Unión, Nuevo Moyobamba, San Ramón, San Ramón Alto, San Luis del Nuevo Retiro, San Antonio, Buenos Aires, San Francisco, San Antonio de Chingama, San Cristóbal, San Miguel de Chinchique, Guayaquil, san Juan de la montaña, etc.
Caserío Santa Rosa
Se ubica en la parte norte del distrito de Huabal, a una altitud media de 2242 m s. n. m. (metros sobre el nivel del mar), latitud sur: 5° 36′ 23,6″ y 78° 56′ 46″ S (-5.60655303000); longitud oeste: 78° 56′ 36,5″ W (-78.94347539000). El territorio donde se ubica es un territorio quebrado donde predominan cerros y un bosque en la parte alta del lugar denominado Cerro Bolongo.
Contexto social
El Caserío es una comunidad tranquila no existen males sociales (prostitución drogadicción, robo, estafa, violaciones,) lo que se observa es el consumo de bebidas alcohólicas en los niños menores de 16 años en las fiestas populares o cumpleaños que se realizan en las familias, algunos padres de familia se embriagan en sus horas libres o por las tardes, después de sus faenas diarias y en los días de ocio.
Las familias, debido a  la situación económica que atraviesan, su participación es  mínima en las diferentes actividades  programadas por las instituciones. una parte mínima de las familias son disfuncionales, monoparentales o con padres ausentes.
Contexto cultural
Entre la cultura de nuestra comunidad resalta mayormente por sus costumbres enmarcadas en los sepelioS, bota luto, landa, pediche, campeonatos deportivos, faenas comunales, la celebración de fiestas tales como Navidad, año nuevo, carnavales, cumpleaños y la celebración de la fiesta patronal el 22,23 y 24 de agosto de cada año.
Se cree que existen seres y lugares donde puede perjudicar la salud de los pobladores como: diablos, shununas, la llorona,  duendes, almas, tacshanas (espanto del alma de  los muertos), etc. esto en los lugares de El Badén, La Laguna, el cementerio, otros, siendo estos parte de la mitología de la comunidad.
Una de las creencias es  el susto o mal espanto, el shucaque, mal de ojo, espanto con el  fuego, espanto en el agua, etc. En lo que respecta a las tradiciones  de la comunidad existen curanderos, castradores de animales, Hueseros, etc. Para la siembra de sus productos lo realizan el ocho de luna, cortan los árboles para madera en luna llena, para que no se deterioren con el pasar de los años y en luna verde del 2-5 se realiza la castración de animales para una mejor producción o para evitar infecciones.
Contexto económico
La economía de las familias integrantes de nuestra comunidad educativa mayormente gira en torno a  la agricultura, que es la principal  fuente  de ingresos económicos (siembra y cultivo de café) y porcentajes mínimos conjugan esta actividad con el negocio y transporte
Contexto ambiental
La comunidad cuenta con un bosque en la parte alta con una densa vegetación donde destacan algunos árboles maderables como: romerillo, Cedro, higuerón, paltaquero, Babilla, surumbela, roble, marga, Sangre grado, zapotillo, achotero, palo de agua, huabas, sirimbache, palmeras y plantas menores como: zuro, tuyos, carricillos, lúcumas, galla galla, gara gara, chontillas, paja de tres filos, holas, cañas silvestres, plátano silvestre. También existe una variedad de animales propios de la zona como: zorro, mangujo, majás, huanchaca, erizo, urranza, conejo, monos aulladores, ardillas, zorrillos, serpientes, venado de altura, zajino,  y una gran variedad de aves entre las cuales destacan: gallito de roca, tucán, loros, paujil, guataracos, cirilos, cabra coja, turrichas, bobas, palomas.
La comunidad carece de un proyecto de zonificación ecológica y económica, hasta el momento no se ha desarrollado ningún proyecto de desarrollo sostenible.
Contexto educativo
En la comunidad se cuenta con dos instituciones educativas La Institución Educativa Inicial N.º 465, con una superficie de 900 m², cuenta con dos plazas docentes y atiende una población mayor de 30 estudiantes, con una infraestructura de dos aulas de material de adobe con techo de calamina una cocina y comedor asimismo tiene sus respectivos juegos mecánicos y la Institución Educativa N.º 16367 «Javier Heraud Pérez» la cual tiene una extensión de 10 000 m² de territorio de los cuales 2492.53 m² están construidos  con una infraestructura moderna e implementada  para su funcionamiento, 6 aulas para el nivel primario y 6 aulas para secundaria, una biblioteca, auditorio, sala de talleres, 1 ambiente para laboratorio, 1 sala de computo equipada con 30 computadoras, 2 cocinas, 1 comedor estudiantil, 2 baterías de servicios higiénicos para estudiantes, 1 batería  de servicios higiénicos para docentes y personal directivo, oficinas administrativas, 2 lozas deportiva, cisterna y tanque elevado, además contamos con un sistema de internet básico, las edificaciones están conectadas al sistema de alumbrado público así como a la red de agua y desagüe de la comunidad.

## Demografía
Según el INEI, su tasa de crecimiento 81-93 es de 8.0 y su población estimada para 1999 es de 15,002 habitantes, con una densidad poblacional de 185.9 hab/km². Dos características importantes de su población son, que el 92.7 % es rural y el 49.3 % es menor de 15 años.

## Actividades económicas
Las principales actividades económicas que se desarrollan en el distrito, son la agricultura y ganadería, que llegan a ocupar casi el 88 % de la PEA distrital. El café es uno de sus principales productos agrícolas (50 % del área cultivada en 1998), y por lo tanto, principal fuente generadora de ingresos para los agricultores.

## Vías de comunicación
Las vías más empleadas por la población son las que conectan a Huabal con los distritos de Las Pirias y Jaén, y la ruta que conecta los centros poblados del Huaco, La Esperanza Con el caserío La Floresta en el Distrito de Bellavista, Jaén es el lugar donde se realiza mayormente la comercialización de sus productos. Actualmente, la mayoría de trochas (se encuentran afirmadas) y a la capital del distrito se encuentra con bicapa, lo cual permite que la mejor transitabilidad de los vehículos.

## Autoridades

### Municipales
- 2023 - 2026
  - Alcalde: Ronald Sandoval Vilchez , del partido  (Somos Perú).
- 2015
  - Alcalde: Cesario Díaz Díaz, del partido K (AP).
- 2014[2]
  - Alcalde: Wilder Mego Cabrejos, del partido Acción Popular (AP).
  - Regidores: Justiniano Irigoin Vera (AP), Jayro Loayza Goicochea (AP), Gilberto Segura Vásquez (AP), Kelly Maelsi Linares Cusma (AP), Levi Alarcón Pérez (Innovación Cajamarca).
- 2007-2010
  - Alcalde: Gilberto Sandoval Pinedo, del Partido Democrático Somos Perú.

### Policiales
- Comisario: Afrz KEVIN GIANFRANCO SOSA MEJIA

### Religiosas
- Vicariato Apostólico de Jaén[3]
  - Vicario apostólico: Mons. Gilberto Alfredo Vizcarra Mori, S.J.

## Festividades
- 30 de agosto: Fiesta patronal del distrito Huabal en honor Santa Rosa de Lima.

## Turismo
- Organización territorial del Perú